# Minerals argilosos

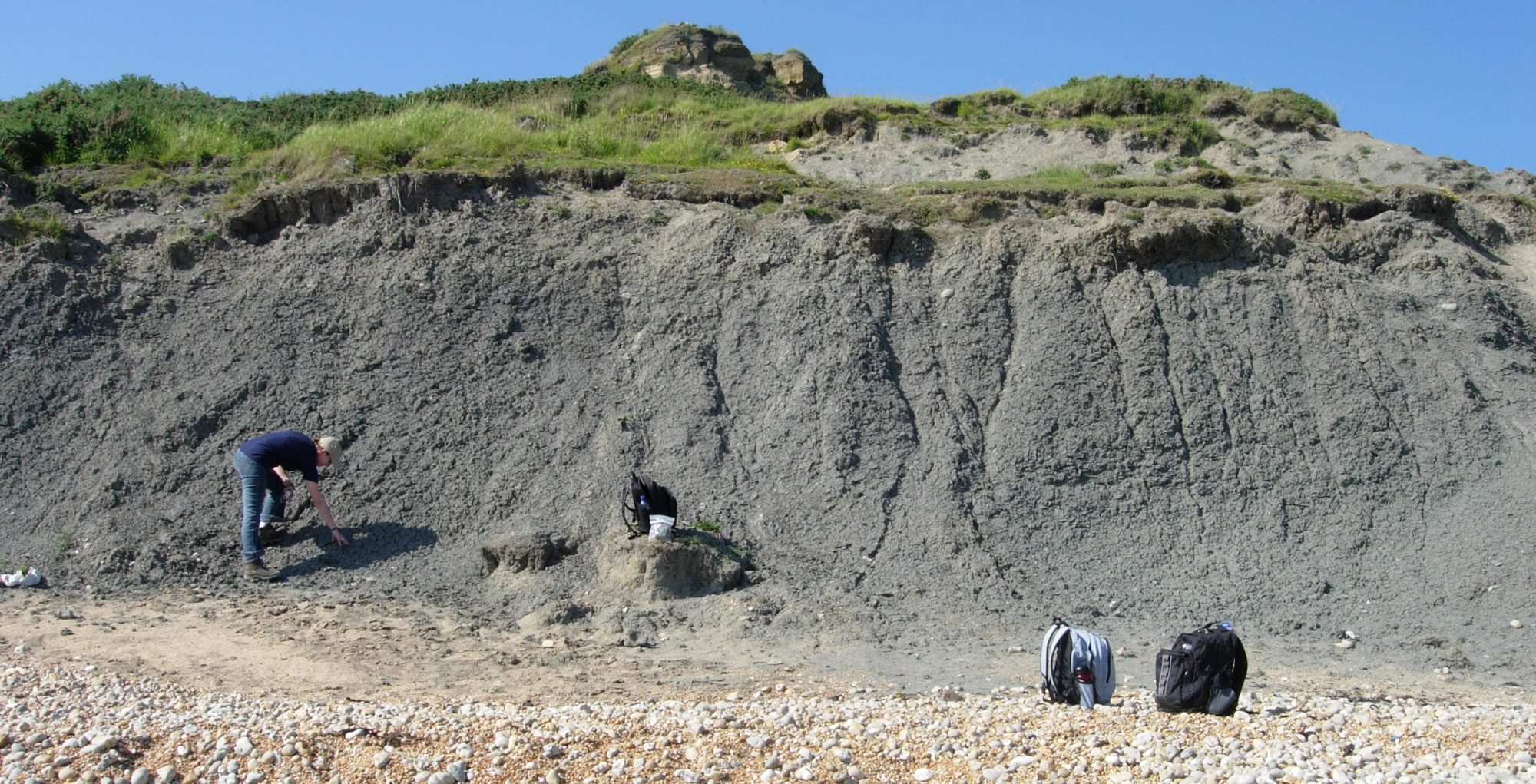
Argila del Juràssic a Anglaterra

Els minerals argilosos són silicats d'alumini hidratats, de vegades amb quantitats variables de ferro, magnesi, metalls alcalins, terres alcalines i altres cations.
Les argiles tenen estructures similars a la mica i es formen làmines planes hexagonals. Els minerals argilosos són productes comuns de la meteorització (incoent-hi la meteorització dels feldespats) i productes de l'alteració hidrotermal i de baixa temperatura. Els minerals argilosos són molt comuns en roques sedimentàries fines granulades com l'arenisca, i de roques fines granulades metamòrfiques com la fil·lita.
Les argiles tenen grans ultrafins (normalment es considera que de menys de 2 micròmetres) i per això necessiten tècniques d'anàlisi especials. Els estàndards inclouen la difracció en raigs X, mètodes de difracció d'electrons, i espectroscòpies. A més es fa servir llum polaritzada.

## Grups de minerals argilosos
- Grup de la serpentina-caolinita: inclou els minerals caolinita, dickita, hal·loysita i nacrita, entre d'altres.[1][2]
- Grup de l'esmectita: aliettita, beidel·lita, ferrosaponita, hectorita, montmoril·lonita, nontronita, pimelita, saliotita, saponita, sauconita, stevensita, swineforditea, volkonskoita, yakhontovita i zincsilita. Altres minerals molt propers a aquest grup són la pirofil·lita, el talc i la vermiculita.[3]
- Grup de la il·lita: inclou la mica argilosa. La il·lita n'és l'únic mineral.[1]
- Grup de la clorita: inclou una gran varietat de minerals similars amb considerable variació química.[1]

## Història
El coneixement de la naturalesa de l'argila millorà, a partir de la dècada de 1950, amb el perfeccionament dels microscopis que analitzaven les seves petitíssimes partícules. L'estandardització de la terminologia es va fer en aquella època prestant especial atenció a termes confusos com “full” i “pla”.

## Estructura
Com tots els fil·losilicats, els minerals argilosos es caracteritzen per fulls bidimensionals que comparteixen SiO₄ i tetraedre AlO₄. Cada tetraedre comparteix 3 dels seus àtoms d'oxigen en vèrtex amb un altre tetraedre. Els quatre vèrtexs no es comparteixen amb un altre tetraedre, i tots els punts tetraèdrics en la mateixa direcció (és a dir, tots els vèrtexs no compartits estan en el mateix costat del full). Aquests fulls tetraèdrics tenen la composició química (Al,Si)₃O₄.
Les argiles poden categoritzar-se segons el camí en què els fulls tetraèdrics i octaèdrics s'empaqueten en capes. Si només hi ha un grup tetraedre i un grup octaedre en cada capa, l'argila es classifica com una argila 1:1.
L'alternativa, coneguda com a argila 2:1, té dos fulls tetraèdrics amb els vèrtexs no compartit de cada full apuntant capa a cada altre, i formant cada costat del full octaèdric.
Depenent de la composició dels fulls tetra i octaèdrics, la capa tindrà o no càrrega elèctrica, o càrrega neta negativa. Si les capes estan carregades, aquesta càrrega fa balanç amb els cations intercapes, com són Na+ o K+. En cada cas, la intercapa pot també contenir aigua. L'estructura cristal·lina es forma per un paquet de capes interespaciades amb les intercapes.